# Puchay
Puchay ist eine französische Gemeinde mit 609 Einwohnern (Stand 1. Januar 2022) im Département Eure in der Region Normandie (vor 2016 Haute-Normandie). Sie gehört zum Arrondissement Les Andelys und zum Kanton Gisors. Die Einwohner werden Puchéens genannt.

## Geographie
Puchay liegt etwa fünfzig Kilometer ostsüdöstlich von Rouen. Umgeben wird Puchay von den Nachbargemeinden Lyons-la-Forêt im Nordwesten und Norden, Morgny im Nordosten, La Neuve-Grange im Nordosten und Osten, Nojeon-en-Vexin im Osten und Süden, Saussay-la-Campagne im Süden und Südwesten, Coudray im Westen sowie Lisors im Westen und Nordwesten.

## Bevölkerungsentwicklung
| Jahr                       | 1962 | 1968 | 1975 | 1982 | 1990 | 1999 | 2006 | 2013 | 2019 |
| Einwohner                  | 407  | 383  | 405  | 451  | 380  | 407  | 530  | 580  | 652  |
| Quellen: Cassini und INSEE |      |      |      |      |      |      |      |      |      |

## Sehenswürdigkeiten
- Kirche Notre-Dame-et-Saint-Julien aus dem 15./16. Jahrhundert, seit 1926 Monument historique
- Herrenhaus aus dem 14. Jahrhundert, Umbauten aus dem 16. und 18. Jahrhundert

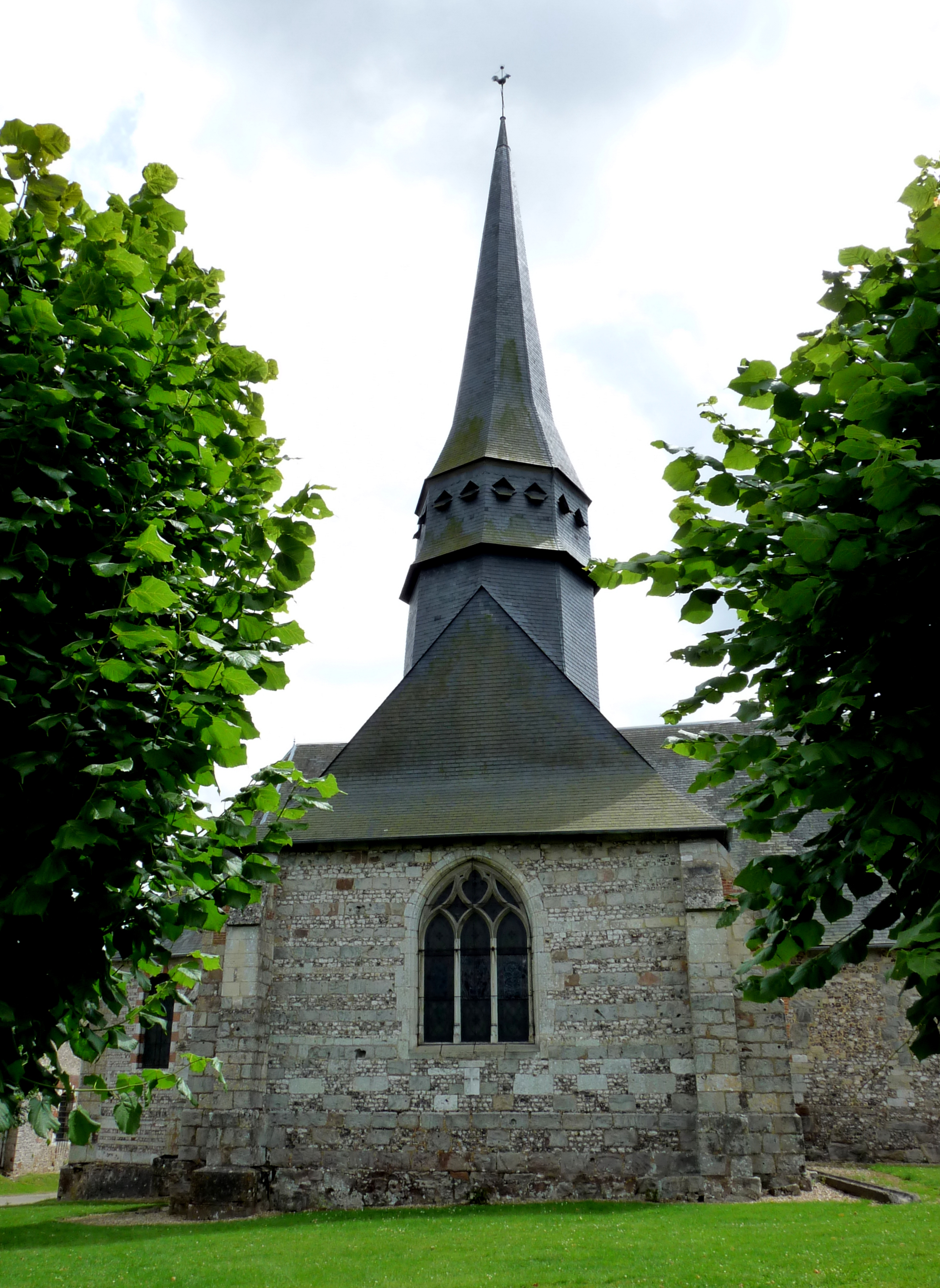
Kirche Notre-Dame-et-Saint-Julien